# Schnaitsee
Schnaitsee là một đô thị tại huyện Traunstein bang Bayern, Đức.